# اچاگاناپالی
اچاگاناپالی (به انگلیسی: Achaganapalli) در هند است که در کارناتاکا واقع شده‌است.